# Sárgafarkú lazacsügér
A sárgafarkú lazacsügér (Cyprichromis leptosoma) Afrikában őshonos, a bölcsőszájú halak családjába tartozó, díszhalként is tartott édesvízi halfaj.

## Külseje
A sárgafarkú lazacsügér viszonylag kis termetű, testhossza 7–9 cm, vadon élő példányai között előfordulhat 11 cm-es is. A hímek valamivel nagyobbak a nőstényeknél. A nemek színezete között nagy különbség van, a nőstények egyszerű ezüstös halványszürkék, míg a hímek igen változatosak lehetnek. Alapszínük neonkék, széles sötétebb függőleges csíkokkal. Farkuk kék vagy sárga lehet. Eredeti élőhelyén öt nagy populációja van, amelyeknek színei különbözőek, az eltérés elsősorban a hátúszónál látszik, de van amelyiknek a feje sárgás vagy akár az egész teste élénksárga.

## Előfordulása és életmódja

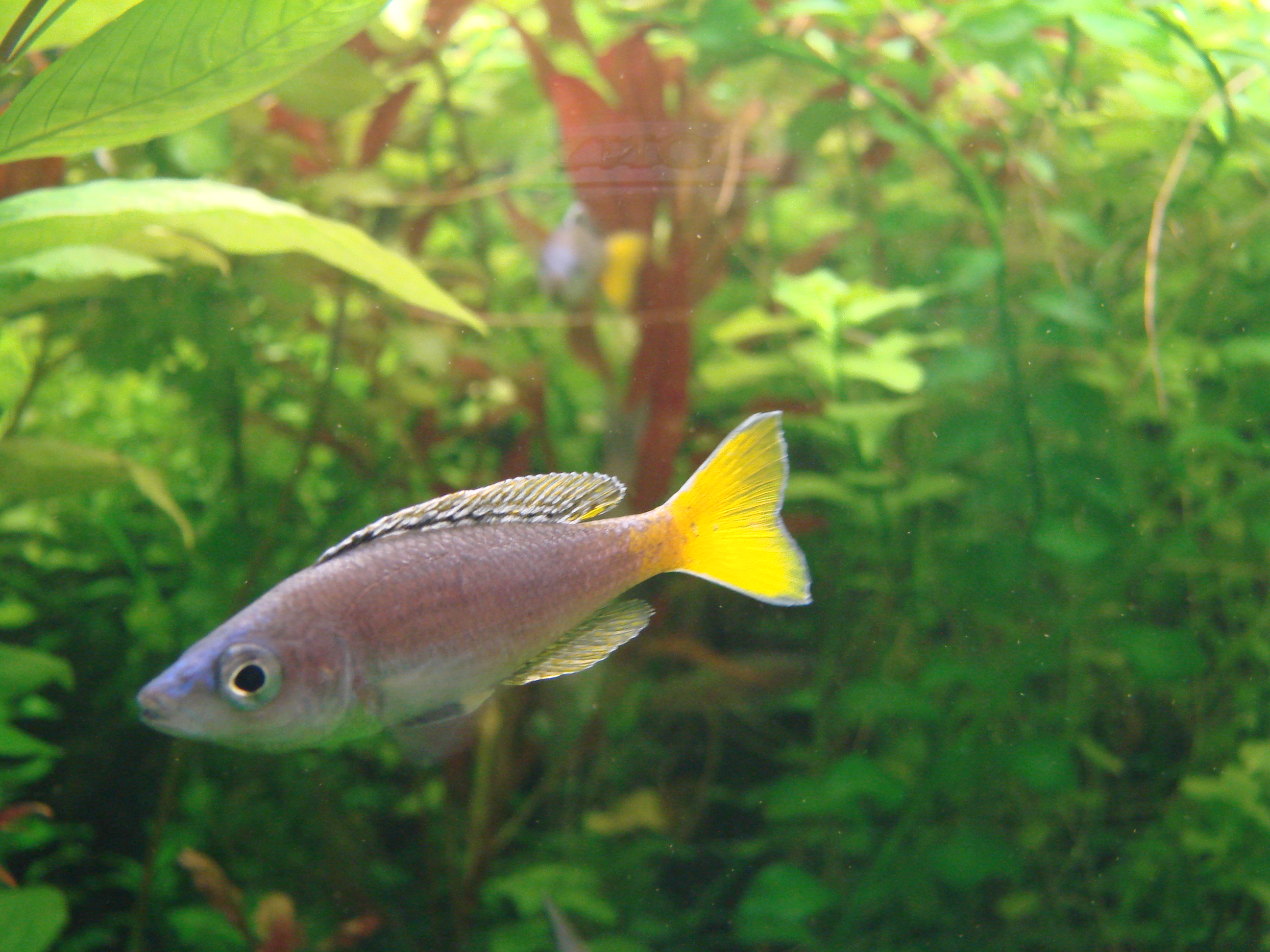

A sárgafarkú lazacsügér a kelet-afrikai Tanganyika-tó keleti partvidékén honos, a tanzániai Kigomától a zambiai Mpulunguig. Nyíltvízi faj, akár több ezer főt is elérő csapatokban a zooplanktonra vadászik, melyet csőszerűen kinyújtható szájával szippant be.
Szaporodása sajátos, a hímek csoportokba gyűlnek, és a nőstények közülük választják ki melyikkel fognak ívni. A nőstény kienged egy ikrát, amelyet a hím azonnal megtermékenyít, majd még mielőtt az aljzatot elérné, a nőstény a szájába kapja. 5-15 petét is összegyűjt így, amiket aztán három hétig, az ivadékok kikeléséig a szájában tart.
A fiatal halak akár már 2-3 centiméteres korukban is ívhatnak. Teljes méretüket kétévesen érik el, élettartamuk mintegy 8 év. 

## Akváriumi tartása
Legalább 200 literes akváriumot kíván, az ideális 300 liter vízben 10-12 fős csapat. 23-25 °C hőmérsékletet, 7-7,5 pH-t igényel. Nem agresszív faj, de más, territoriális fajokkal együtt tartva, azokat zavarhatja.    